# Parcelle

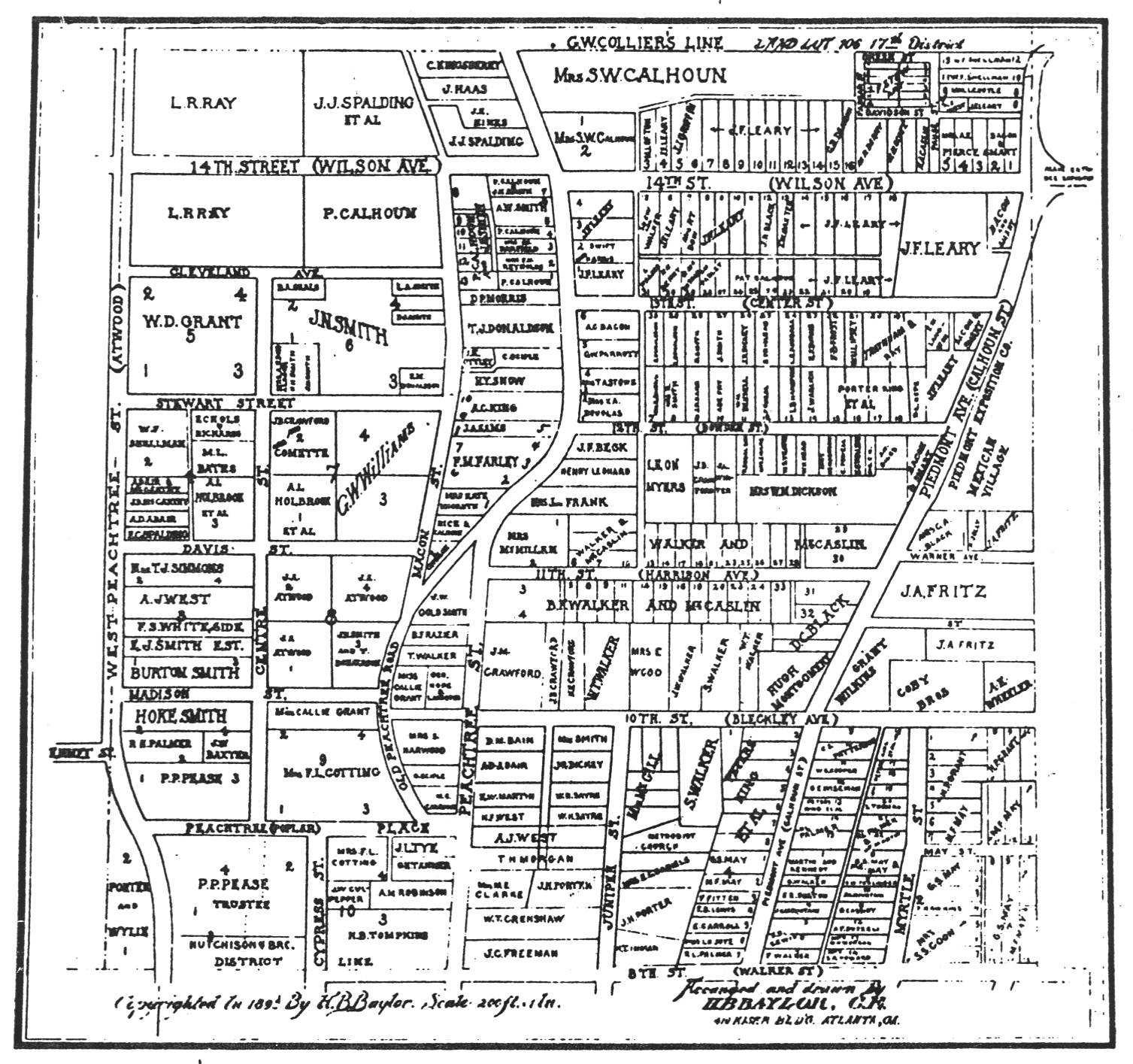
Une planche d'un plan parcellaire à Atlanta aux États-Unis.

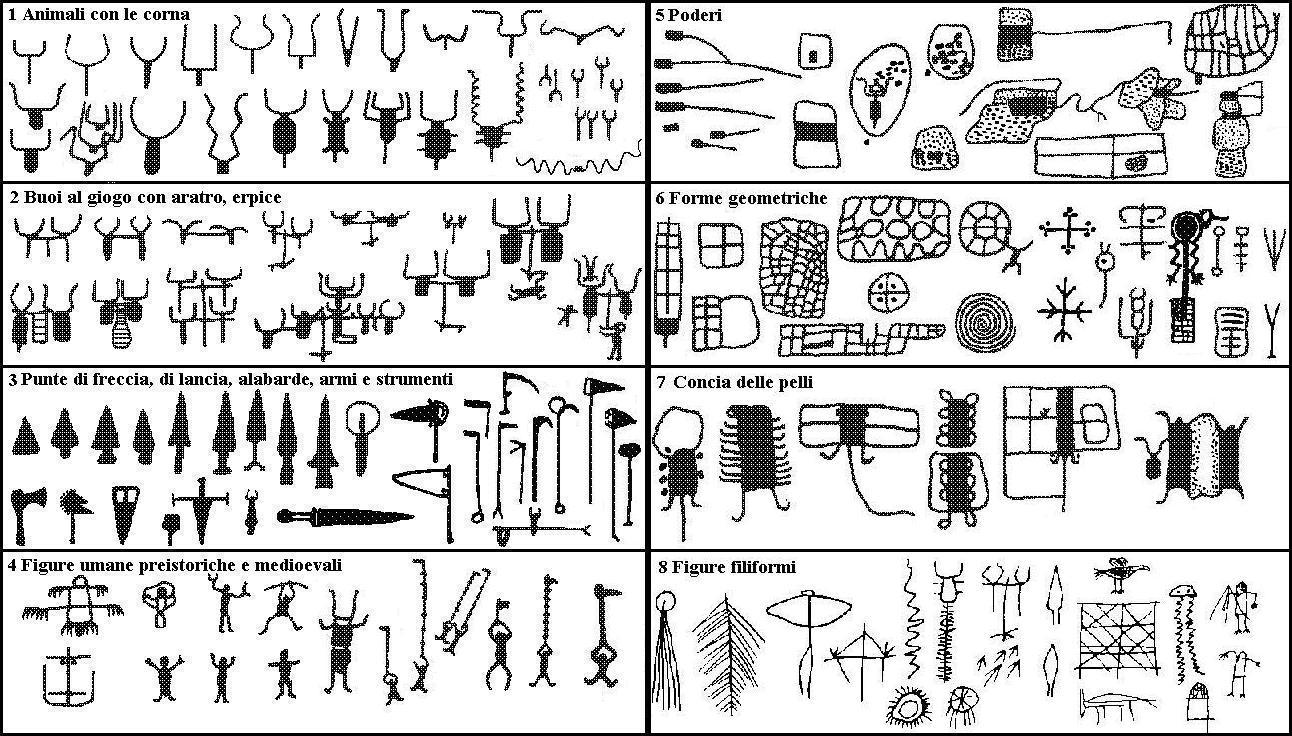
Les pétroglyphes de la vallée des Merveilles manifestent le développement de l'agriculture dans cette région au Néolithique. Le quadrillage des gravures réticulées (figures géométriques en 6) évoquerait un plan parcellaire. Certaines gravures comportent des cases pleines et des cases vides, qui distingueraient labours et pâturages.

Une parcelle est généralement une superficie de terrain ayant une unité de propriété. Une parcelle peut être dans ce cas la propriété d'une personne privée ou publique, seule ou en groupe.
Un ensemble des parcelles peut être désigné comme un « parcellaire ». Sous ce terme, on englobe la cartographie rurale ou urbaine telle qu'elle existait avant l'adoption du cadastre géométrique par la France de Napoléon en 1807.
Un certain nombre de taxes sont définies selon la taille et l'emplacement des parcelles, comme la taxe foncière.

## Cas particuliers
Selon le référentiel foncier ou d'organisation spatiale utilisé, le terme de parcelle peut s'appliquer à différents domaines :
- en agriculture,  elle désigne alors la division agricole (champ, pré, vignoble, verger, etc.) exploitée par la même personne ou le même groupe de personnes.
- en sylviculture, G. Sêe, sous-inspecteur des forêts définissait les parcelles en 1868[3] comme des « enceintes formées par des lignes de configuration, de fertilité ou de consistance » en préférant ce mot à l'ancien mot de « canton » qu'il considère même comme un néologisme quand on le réutilise (à cette époque).
- en urbanisme et dans les plans cadastraux, elles sont définies selon leurs propriétaires et leurs limites parcellaires, tant en milieu rural qu'urbain. Ainsi, une parcelle définit autant une unité de terrain agricole, qu'un terrain habité, ou encore une parcelle à l'abandon ou dévolue aux stationnements automobiles.
- Au Québec, une parcelle est aussi appelé un lot[4]. L'outil gouvernemental permettant la consultation de la base de données cadastrales s'appelle InfoLot

## Calcul de superficie
En connaissant les coordonnées des bornes d'une parcelle, il est possible de calculer sa superficie à l'aide d'une formule.